# Toda (langue)
Pour les articles homonymes, voir Toda.
Le toda (autonyme,oːɫ foːš) est une langue dravidienne, parlée par environ 600 Todas qui vivent  dans les collines de Nilgiri situées dans l'État de Tamil Nadu, en Inde.

## Phonologie
Les tableaux présentent les phonèmes vocaliques et consonantiques du toda.

### Voyelles
|         | Antérieure                  | Centrale      | Postérieure                 |
| ------- | --------------------------- | ------------- | --------------------------- |
| Fermée  | i [i] iː [iː] ü [y] üː [yː] |               | ï [ɨ] ïː [ɨː] u [u] uː [uː] |
| Moyenne | e [e] eː [eː] ö [ø] öː [øː] |               | o [o] oː [oː]               |
| Ouverte |                             | a [a] aː [aː] |                             |

### Consonnes
|              |              | Bilabiales | Dentales     | Alvéolaires | Alvéolaires | Alvéolaires | Rétrofl.    | Vélaires | Glottales |
| ------------ | ------------ | ---------- | ------------ | ----------- | ----------- | ----------- | ----------- | -------- | --------- |
| Centrales    | Latérales    | Bilabiales | Dentales     | Palatales   |             |             | Rétrofl.    | Vélaires | Glottales |
| Occlusives   | Sourdes      | p [p]      | t [t]        |             |             |             | ṭ [ʈ ]      | k [k]    |           |
| Occlusives   | Sonores      | b [b]      | d [d]        |             |             |             | ḍ [ɖ ]      | g [ɡ]    |           |
| Affriquées   | Sourdes      |            | c [t͡s]       |             |             | č [ t͡ʃ ]    |             |          |           |
| Affriquées   | Sonores      |            | dz [d͡z]      |             |             | j [ d͡ʒ]     |             |          |           |
| Fricatives   | Sourdes      | f [f]      | θ [θ] s̪ [[d̪] | s [s]       | ɬ [ɬ]       | š [ ʃ ]     | ś [ʂ] ꞎ [ꞎ] | x [ x]   | h [h]     |
| Fricatives   | Sonores      |            | z̪ [z̪]        | z [z]       |             | ž [ ʒ]      | ʐ [ʐ]       |          |           |
| Nasales      | Nasales      | m [m]      |              | n [n]       |             | ñ [ ɲ]      | ṇ [ɳ]       | ṅ [ŋ]    |           |
| Liquides     | Liquides     |            |              |             | l [l]       |             | ḷ [ɭ ]      |          |           |
| Roulées      | Roulées      |            | r̪ [r̪]        | r [r]       |             |             | ṛ [ɽ]       |          |           |
| Semi-voyelle | Semi-voyelle |            |              |             |             | y [ j]      |             |          |           |

## Sources
- (en) Sakthivel, S., Phonology of Toda with Vocabulary, Annamalainagar, Annamalai University, 1976.
- (en) Sakthivel, S., A Grammar of Toda, Annamalainagar, Annamalai University, 1977.
- (en) Peter et Jenny Ladefoged, « Toda », sur UCLA Phonetics Lab Data